# Naturschutzgebiet Nordwestufer Wittow und Kreptitzer Heide
Koordinaten: 54° 39′ 4,3″ N, 13° 14′ 15,2″ O

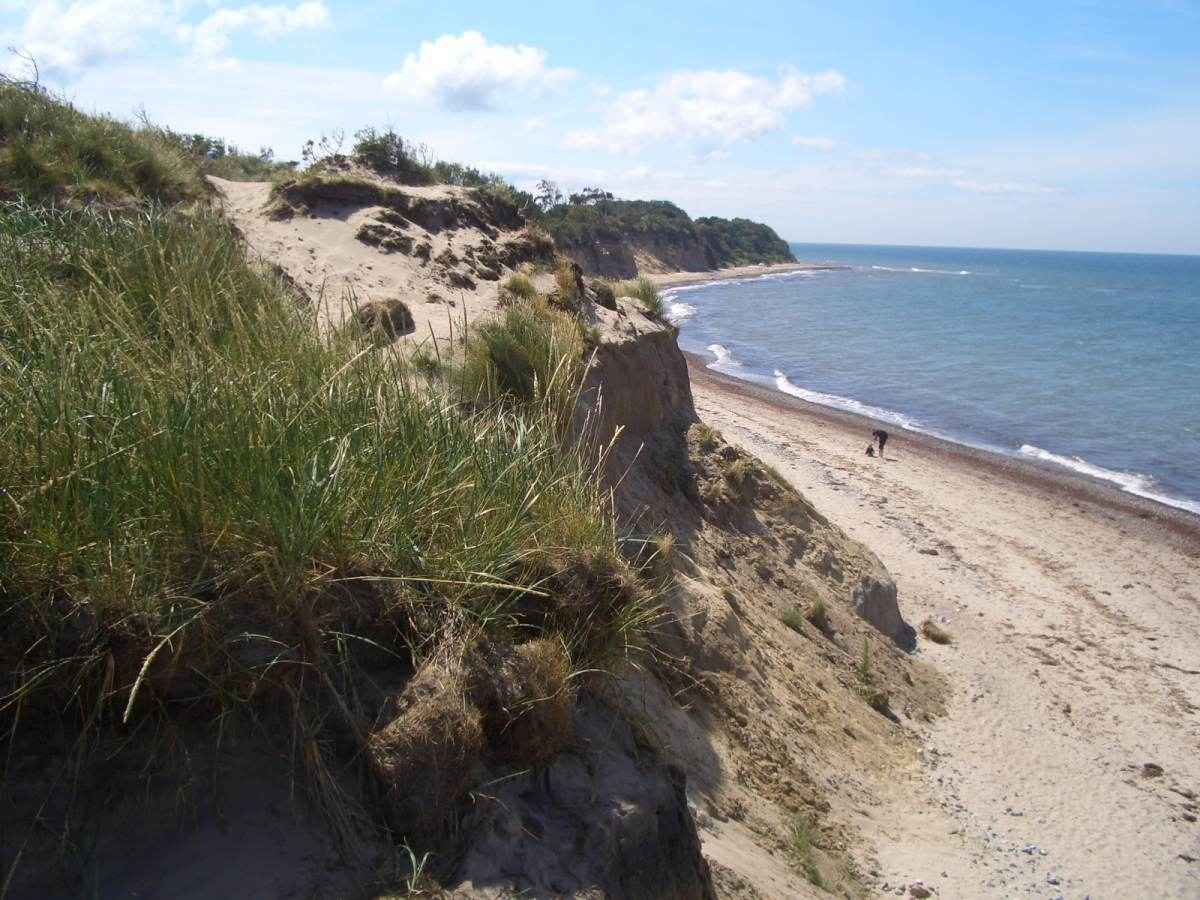
Kliffküste und Blockstrand

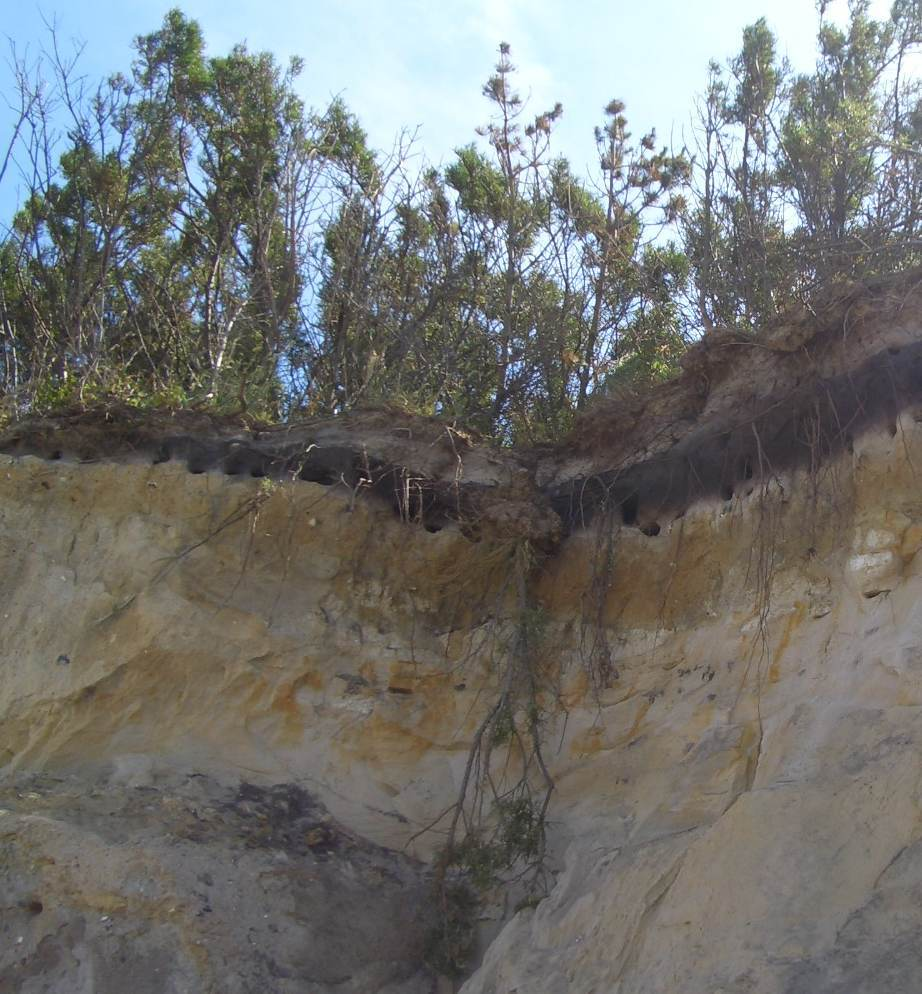
Nisthöhlen der Uferschwalben – Podsol

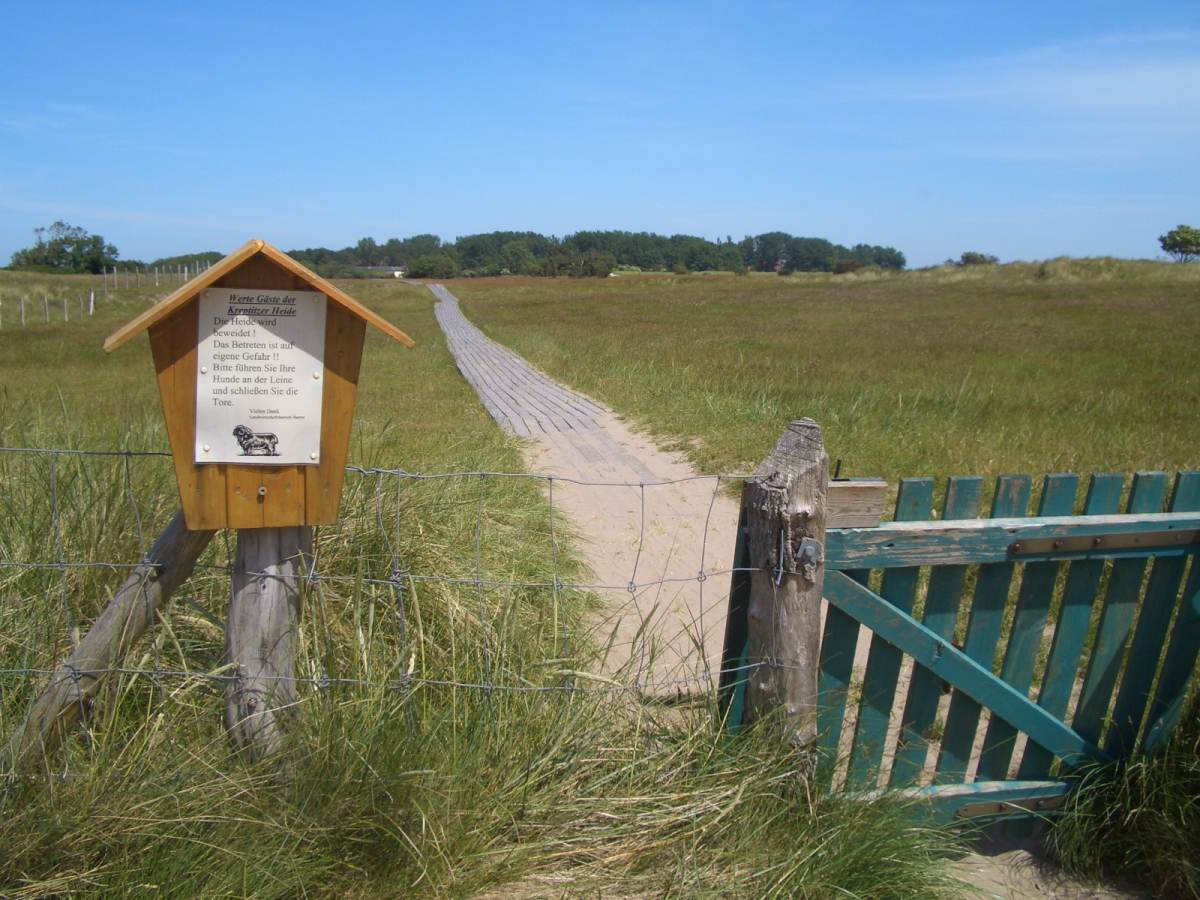
Kreptitzer Heide

Das Naturschutzgebiet Nordwestufer Wittow und Kreptitzer Heide ist ein 100 Hektar umfassendes Naturschutzgebiet auf der Halbinsel Wittow (Rügen) in Mecklenburg-Vorpommern. Geschützt wird ein ausgedehnter Abschnitt der Steilküste mit vorgelagerten Block- und Steingründen sowie eines der längsten aktiven Mergelkliffs Deutschlands mit Dünen und Sandmagerrasen. Weiterhin soll die nordöstlich anschließende Heidefläche der Krepitzer Heide erhalten werden. Die Ausweisung erfolgte am 13. Oktober 1994 mit einer Erweiterung im Jahr 2006.
Umliegende Orte sind Dranske im Süden und Kreptitz im Osten. Kliff und Strandbereiche befinden sich in einem sehr guten Zustand, während die Heide durch zu geringe Beweidung mit Gehölzen verbuscht, was sich nachteilig auf den Schutzzweck auswirkt. Das Naturschutzgebiet ist Teil des FFH-Gebiets Steilküste und Blockgründe Wittow. Die Flächen gehören der Stiftung Umwelt und Naturschutz in Mecklenburg-Vorpommern. Im Bereich der Steilküste gibt es einen Abgang zum Strand.

## Pflanzen- und Tierwelt
Das Kliff ist bestanden mit Hang-Mischwäldern, Gebüschen und Trockenrasen. In Kreptitzer Heide dominiert Graudünenrasen.
Verschiedene Tang-Arten, wie Blasen-  und Zuckertang, wachsen auf den Block- und Steingründen, die zugleich eine vielfältige Fauna mit Miesmuschel, Wattschnecke, Vielborstiger Ringelwurm und Röhrenborstenwurm beherbergen. Beides dient Enten ganzjährig als Nahrungsgrundlage. Brutvögel im Gebiet sind Uferschwalben in der Kliffküste (bis zu 2.000 Paare) sowie Karmingimpel, Grauammer, Sperbergrasmücke und Neuntöter.
Die Außenküste Wittow ist eine Leitlinie im Vogelzug. Im Frühjahr und Herbst können in großer Anzahl Kranich, Gänse, Schwäne und Greifvögel beobachtet werden. Es wurden 12 verschiedene Hummel-Arten im Gebiet nachgewiesen. Das Naturschutzgebiet ist weiterhin Lebensraum von 13 Tagfalterarten, wie Wanderfalter, Admiral, Distelfalter, Gammaeule, Rostbinde, Kleiner Perlmuttfalter und Kleiner Feuerfalter. Heuschreckenarten im Gebiet sind die Kurzflügelige Beißschrecke, die Gewöhnliche Strauchschrecke und Grashüpfer.

## Zugang
Ein Zugang ins Schutzgebiet ist westlich von Kreptitz vom Ferienpark Heidehof möglich. Von dort führt ein Wanderpfad etwas zur Steilküste versetzt zu einem Treppenabgang, auf dem zum Blockstrand der Ostsee abgestiegen werden kann. In südwestlicher Richtung erreicht man auf einem Hochuferweg den ehemaligen Fischerort Dranske.